# Acraea semivitrea
Acraea semivitrea är en fjärilsart som beskrevs av Aurivillius 1895. Acraea semivitrea ingår i släktet Acraea och familjen praktfjärilar. Inga underarter finns listade i Catalogue of Life.